# Lolle (Piteglio)
Lolle è una piccolissima frazione nel comune di San Marcello Piteglio, sulla montagna pistoiese.
La zona è quasi totalmente coperta da boschi, prevalentemente castagneti, dove si possono trovare, dalla fine dell'estate all'inizio dell'inverno, molti funghi porcini.
Al confine con la frazione di Popiglio scorre il fiume Lima, inoltre scorrono alcuni torrenti, tra cui il fosso Migliorini, omonimo del borgo sovraelevato a Lolle, da cui prende il nome.

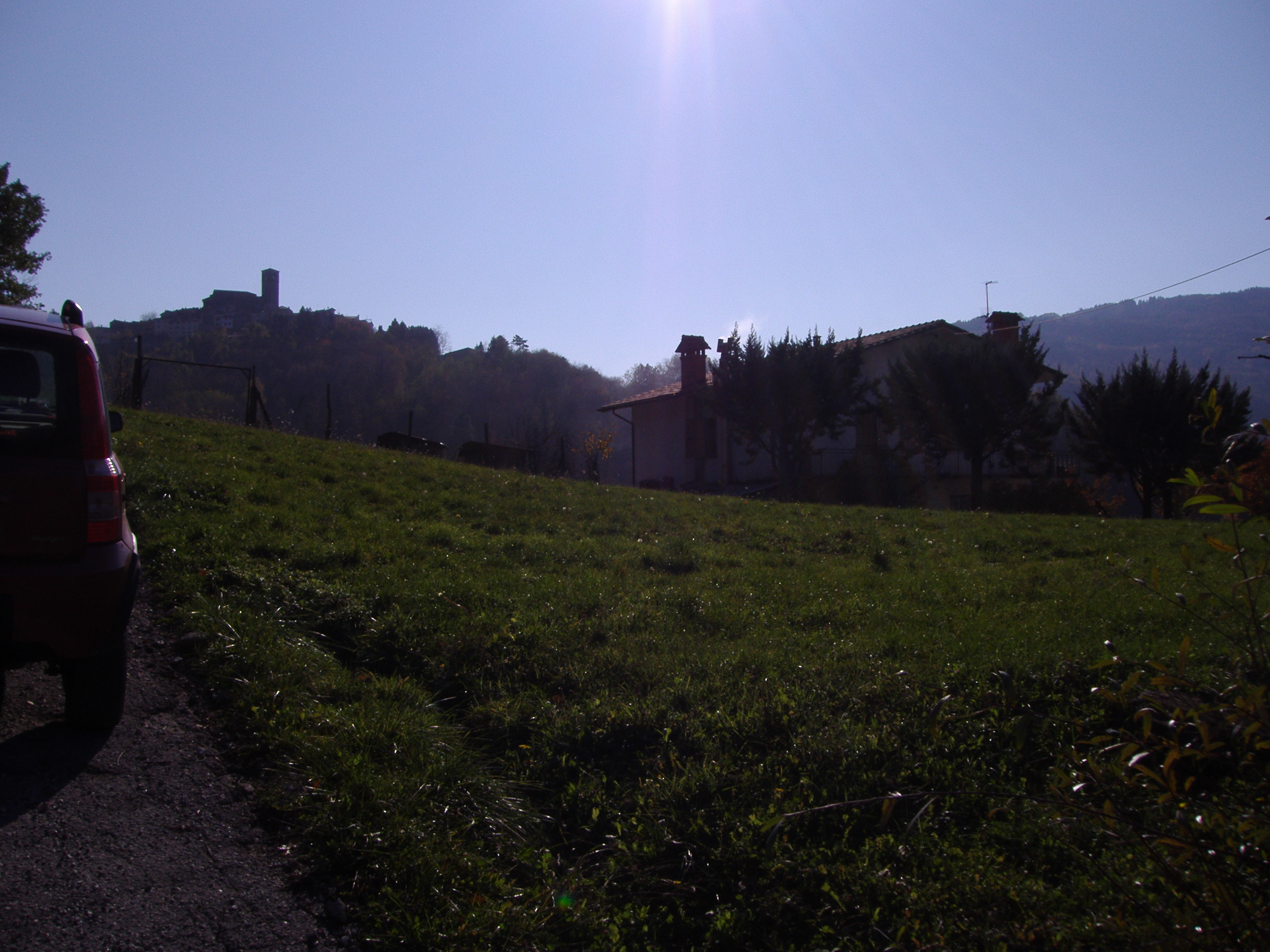
Veduta di Piteglio dalla località Lolle

Nella zona, al confine con Popiglio, è rilevante la presenza dell'antico Ponte di Castruccio Castracani, denominato appunto come il famoso condottiero lucchese. Chiamato anche Ponte di Campanelle, ha un'arcata di 10 metri ed è situato sul fiume Lima. Grazie a questo ponte, risalente al XIII secolo, Lolle può fregiarsi, insieme a Popiglio, di avere nel proprio territorio un sito di rilevanza storica (l'unico del Lolle, al contrario di Popiglio). Inoltre, sovraelevata al fiume Lima, si possono trovare le rovine di un'antica strada medioevale, ormai inglobata nel bosco. Questa strada era di grande rilevanza nel Medioevo, dato che era anche l'unica del territorio limitrofo, o comunque la più grande e quindi la più trafficata.
Inoltre per Lolle passa il percorso di trekking tracciato dalla comunità montana locale e dall'ex comune di Piteglio.